# Jaufe (Arábia Saudita)
Jaufe ou Gaufe (em árabe: الجوف; romaniz.: Al Jawf/Al Ğawf) é uma região da Arábia Saudita, com capital em Sacaca. Tem 100 212 quilômetros quadrados e segundo censo de 2018, havia 520 737 habitantes. Está numa altitude de 792 metros.